# Retablo de Santa Agnès de Malanyanes
El retablo de Santa Agnès de Malanyanes es una obra de estilo renacentista realizada por Jaume Forner, artista rosellonés instalado en Barcelona. Estuvo situado en la iglesia de Santa Agnès de Malanyanes, hasta que fue sustituido por un retablo barroco. Algunas de las tablas se encuentran desde 1917 en el Museo Diocesano de Barcelona.

## Historia
En 1527, Joan Romeu contrató la talla del retablo mayor de la parroquia de Santa Agnès de Malanyanes, en la La Roca del Vallés. Tenía que estar inspirado en la obra que el mismo autor había ejecutado para san Julián de Argentona, intercambiando a san Julián por santa Agnès. El precio del retablo se fijó en 100 libras y el plazo para entregarlo de cuatro años. Este retablo se perdió a finales del siglo XIX. Se conserva una descripción de Josep Puiggarí que lo contempló in situ en 1880:

Este retablo debía ser por estilo del de S. Julian de Argentona, proporcionado á la capacidad de la iglesia, y dejando detrás suficiente espacio para una honesta sacristía; la planta ocampo; de madera blanca (alber), y la talla de pino, según costumbre, con sagrario y dos historias de bancal y puertas á cada lado, tubas y pilares revestidos. En el cuerpo principal; una hornacina, y en ella la imagen de Sta. Inés, de 6 palmos, cobijada por tabla plana con tuba, y otra tuba sobre la hornacina, campeando á entrambos lados dos historias, con sus tubas bien labradas, y en el cuerpo, del retablo 4 pilares de relieve, también labrados, con sus guardapolvos (polseres) llanos alrededor del retablo.

## Tablas conservadas

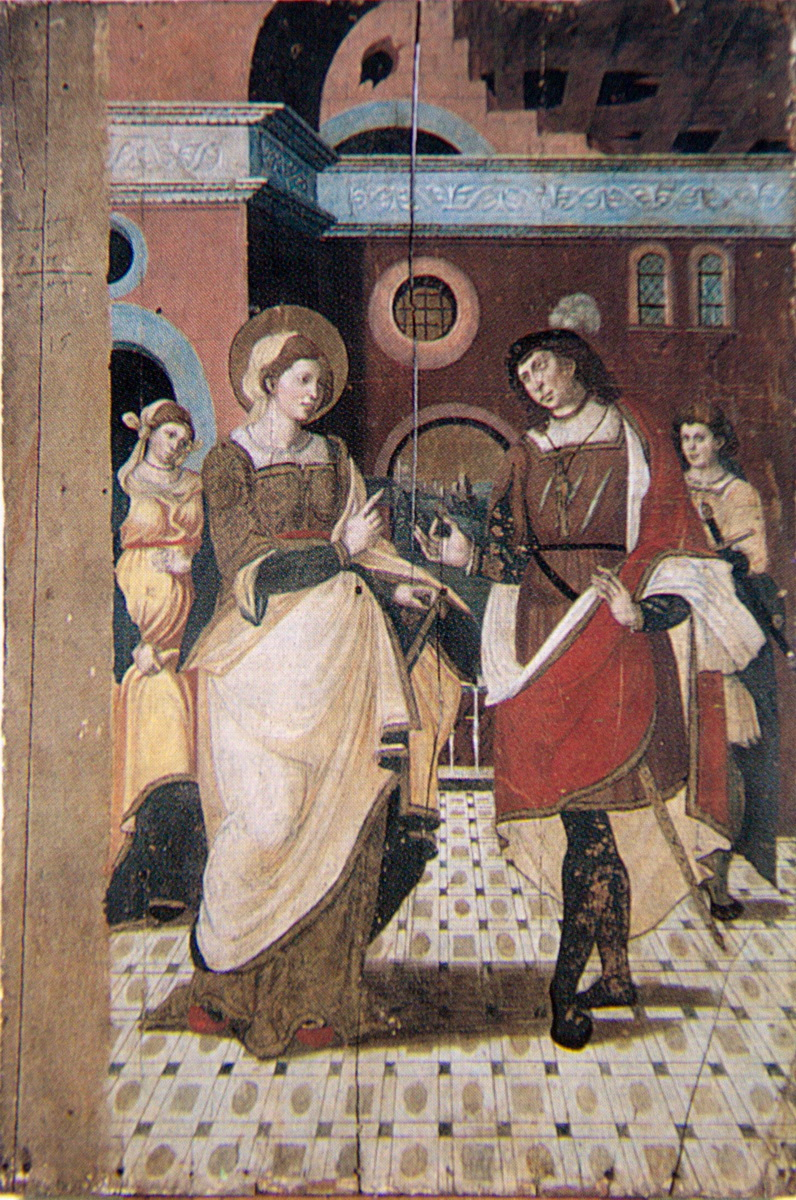
Santa Agnès rechaza la sortija del hijo del pretor
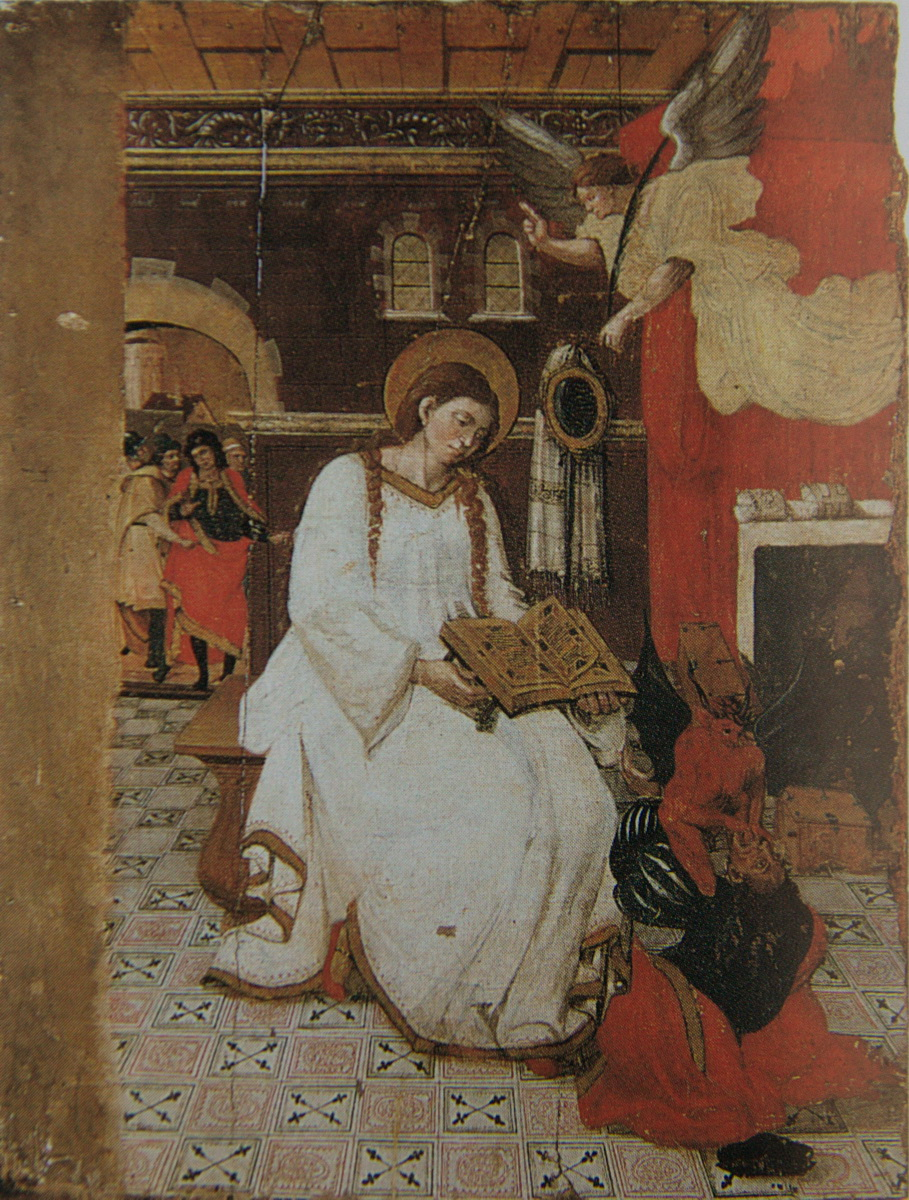
Agnès recibe la palma del martirio
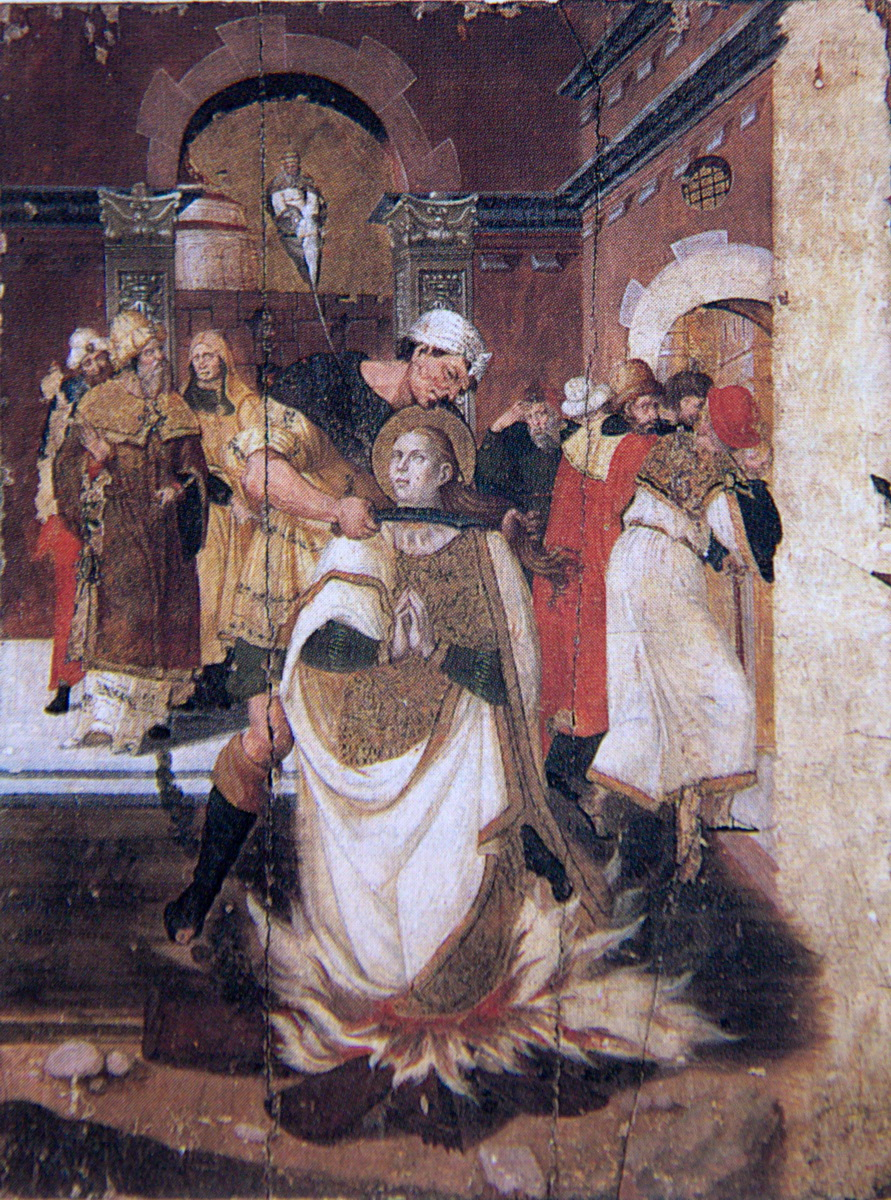
Degollación de Santa Agnès
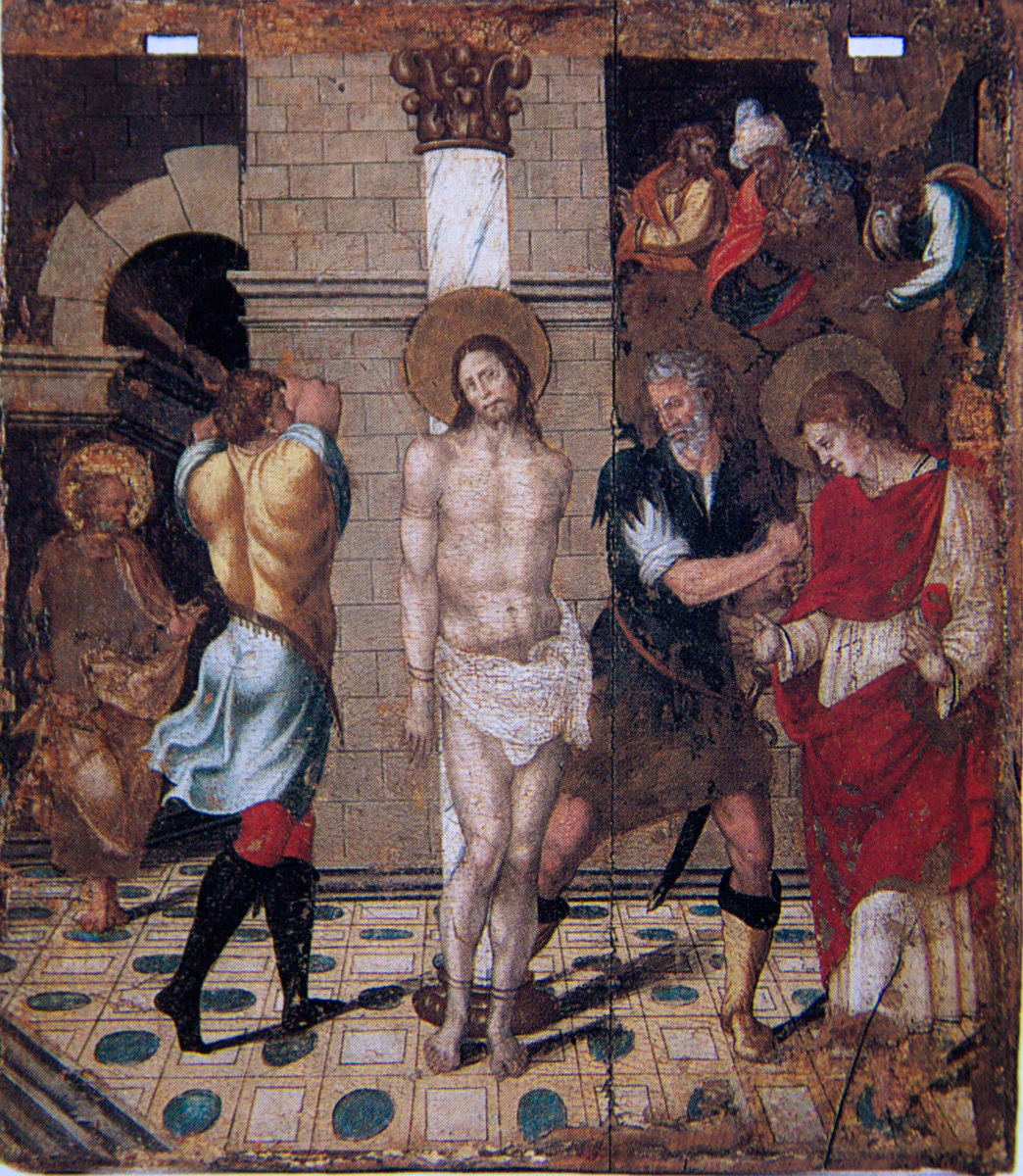
Flagelación de Cristo
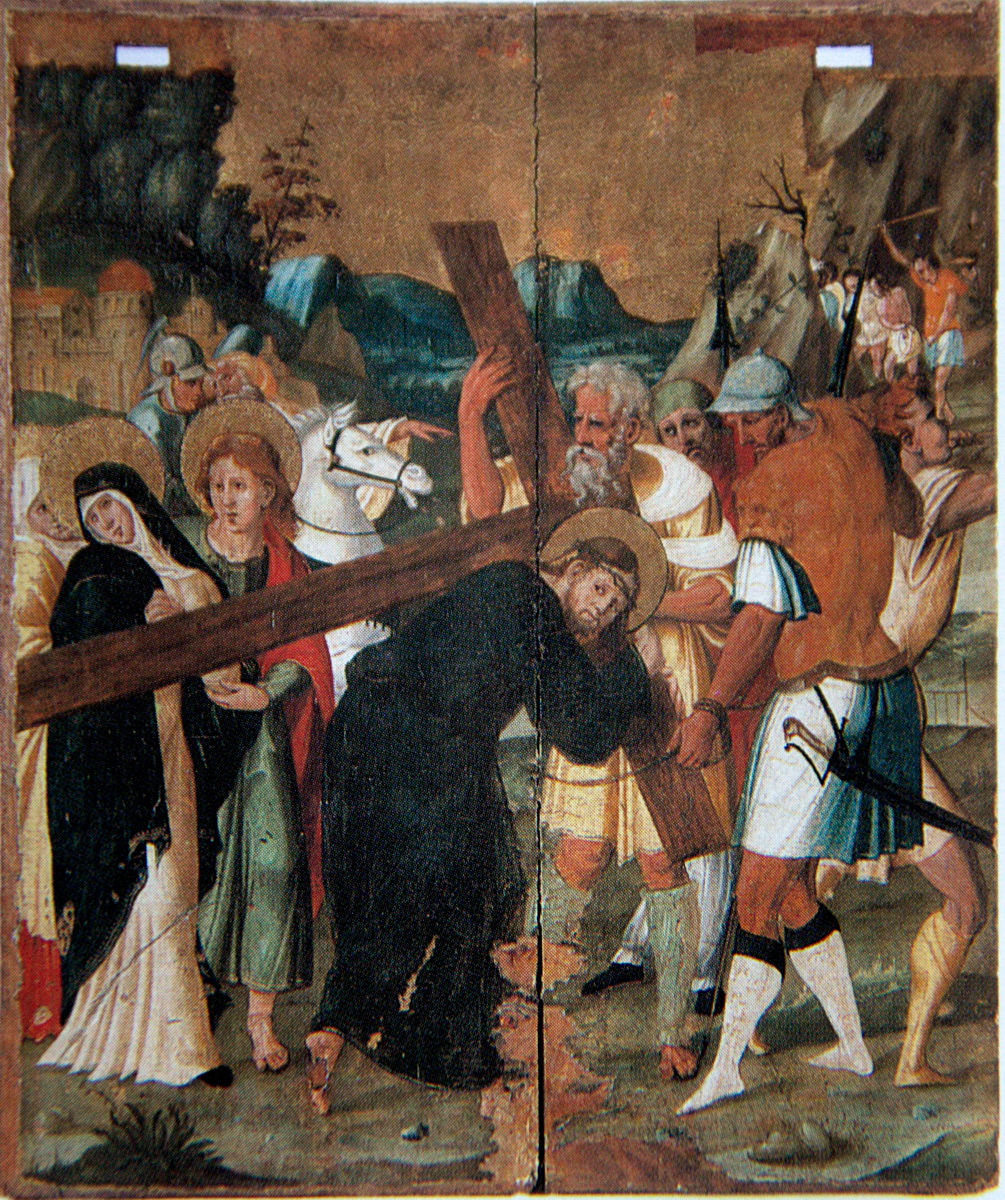
Cristo camino del calvario
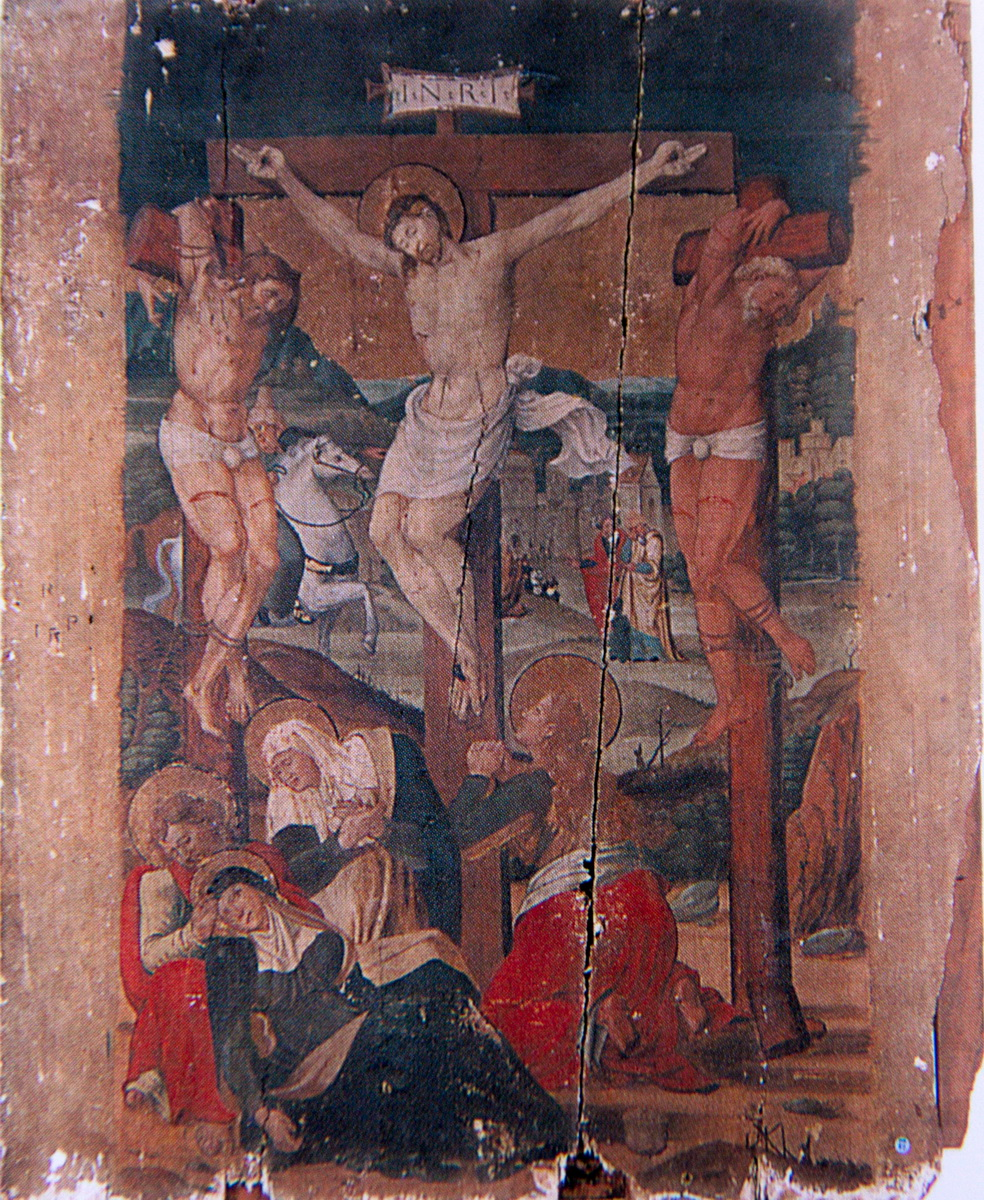
Calvario